# Hailing Wang
Hailing Wang (24 de febrer de 1122 – 15 de desembre de 1161) fou emperador de la Dinastia Jin (1115-1234), la dinastia Jurchen que va governar el nord de la Xina.
En 1150 Hailing Wang assassinà pel seu cosí, l'emperador Xizong de Jin, que pujà al tron de Jin i en 1152 traslladà la capital des de Huining Fu, al nord de Manxúria, (al sud de l'actual Harbin) a Zhongdu (l'actual Pequín) i en 1157 ordenà la destrucció del palau de Huining Fu. En 1161 Els Khitans es rebel·len contra la dinastia Jin i el 27 d'octubre, Wulu, el cosí del príncep de Hailing, és proclamat emperador Shizong de Jin en un cop d'estat. El seu nom de naixement fou Wányán Liàng (完顏亮) o Digunai (迪古乃). Va promoure la sinització dels Jurchens, una política que fou parcialment revertida pel seu successor, l'emperador Shizong.